# سمكة كونمينغ
سمكة كونمينغ (الاسم العلمي:†Myllokunmingia) هي جنس منقرض من اللافكيات تتبع فصيلة سمك كونمينغ من رتبة أسماك كونمينغ.

## أنواع السمكة الكونمينغ
- †سمكة كونمينغ الفنغجياوية